# Jackie Milburn
Pour les articles homonymes, voir Milburn (homonymie).
Jackie Milburn est un footballeur anglais, né le 11 mai 1924 à Ashington et mort le 9 octobre 1988 dans la même ville. Il évolue au poste d'attaquant à Newcastle United et en équipe d'Angleterre.

## Palmarès

### En équipe nationale
- 13 sélections et 10 buts avec l'équipe d'Angleterre entre 1948 et 1955.

### Newcastle United
- Vainqueur de la Coupe d'Angleterre de football en 1951, 1952 et 1955.

### Linfield FC
- Champion d'Irlande du Nord en 1959 et 1960
- Vainqueur de la coupe d'Irlande du Nord en 1960